# Sebastiano Ramasso
Sebastiano Ramasso (Sampierdarena, ... – ...; fl. XX secolo) è stato un calciatore italiano, di ruolo difensore.

## Carriera
Sebastiano Ramasso giocò con la maglia della Sampierdarenese fino al 1923. Fu capitano della squadra in due stagioni.